# 神田司町
神田司町（日语：／ Kanda-tsukasamachi */?）是東京都千代田區的町名。現行行政地名為神田司町二丁目。2013年8月1日為止的人口有417人。郵遞區號101-0048。

## 地理
位於千代田區北部，屬神田地域。北臨神田小川町、神田須田町，東接神田多町，南與內神田間以神田警察通（神田警察通り）為界，西鄰神田美土代町。過去曾有一丁目，1966年實施住居表示時劃入內神田一丁目與二丁目。町域内為商業區，多辦公大樓與商店。

## 歷史
江戶時代，這一帶多為商人與工匠居住。

### 地名由來
神田神社的平田盛胤宮司建議以「司」命名，因而稱為「司町」。

## 交通
町域内無鐵道站，可利用地下鐵丸之內線淡路町站與都營新宿線小川町站、千代田線新御茶之水站。

## 設施
- 大塚製藥東京本社大樓
  - 大塚集團（日语：大塚ホールディングス）各社本社
- Earth Chemical（日语：アース製藥）本社
- 東神堂
- 和光堂
- 東亞商事（日语：東亜商事）本社
- 神田櫻花館（神田さくら館）（千代田區立千代田小學校、千代田區立千代田幼稚園、千代田區立教育研究所、千代田區立神田街角圖書館）
- 神田兒童公園
- NTT神田大樓
- Oak東京大樓（オーク東京ビル）
- 永旺銀行（日语：イオン銀行）神田法人營業部

## 備註
1. ↑  千代田区ホームページ - 町丁別世帯数および人口（住民基本台帳）：平成25年8月1日現在 的存檔，存档日期2013-10-27.
2. ↑  .   [2013-08-16]. （原始内容存档于2020-10-17）.